# Чоропканы
Чоропка́ны (рум. Cioropcani, Чоропка́нь) — село в Унгенском районе Молдавии. Является административным центром коммуны Чоропканы, включающей также сёла Булхак и Столничены.

## История
Село образовано 16 февраля 1976 путём слияния сёл Новые Чоропканы и Старые Чоропканы.

## География
Село расположено на высоте 63 метров над уровнем моря.

## Население
По данным переписи населения 2004 года, в селе Чоропкань проживает 1569 человек (788 мужчин, 781 женщина).
Этнический состав села:
| Национальность | Число жителей | Процентный состав |
| -------------- | ------------- | ----------------- |
| украинцы       | 962           | 61.31             |
| молдаване      | 573           | 36.52             |
| русские        | 27            | 1.72              |
| гагаузы        | 3             | 0.19              |
| румыны         | 2             | 0.13              |
| прочие         | 2             | 0.13              |
| Всего          | 1569          | 100%              |